# Sadachbia
Sadachbia eller Gamma Aquarii (γ Aquarii, förkortat Gamma Aqr, γ Aqr) som är stjärnans Bayerbeteckning, är en dubbelstjärna belägen i den norra delen av stjärnbilden Vattumannen. Den har en skenbar magnitud på 3,85 och är synlig för blotta ögat där ljusföroreningar ej förekommer. Baserat på parallaxmätning inom Hipparcosuppdraget på ca 19,9 mas, beräknas den befinna sig på ett avstånd på ca 164 ljusår (ca 50 parsek) från solen. 

## Nomenklatur
Gamma Aquarii har det traditionella namnet Sadachbia, som kommer från det arabiska uttrycket بية (sa'd al-'axbiyah), vilket betyder "hemmets (tältets) lycka". På hindi kallas den också Satabhishaj (hundra läkare) och den kallas Sadhayam på tamil. I stjärnkatalogen i Al Achsasi Al Mouakket-kalendern, benämndes stjärnan Aoul al Achbiya (أول ألأجبية - awwil al ahbiyah), som översattes till latin som Prima Tabernaculorum, vilket betyder "hemmets (tältets) första lycka".
År 2016 organiserade Internationella astronomiska unionen en arbetsgrupp för stjärnnamn (WGSN) med uppgift att katalogisera och standardisera riktiga namn för stjärnor. WGSN fastställde namnet Sadachbia för Gamma Aquarii i augusti 2016 och detta är nu inskrivet i IAU:s Catalog of Star Names. 

## Egenskaper
Primärstjärnan Gamma Aquarii A är en blå till vit stjärna i huvudserien av spektralklass A0 V.. Den har en massa som är ca 2,5 gånger större än solens massa, en radie som är ca 2,4 gånger större än solens och utsänder från dess fotosfär ca  87 gånger mera energi än solen vid en effektiv temperatur av ca 10 500 K. Den är en tänkbar Lambda Boötis-stjärna, vilket tyder på att den kan ha samlat in lågmetallisk omgivande gas i ett tidigare skede.
Gamma Aquarii är ett spektroskopisk dubbelstjärna med en omloppsperiod på 58,1 dygn. Följeslagaren Gamma Aquarii har även benämningen UCAC2 31430071.